# Salvador María del Carril
Salvador María del Carril (San Juan, 5 de agosto de 1798 - Buenos Aires, 10 de enero de 1883) fue un jurista y político argentino. Masón y liberal, fue seguidor del ideario rivadaviano e implantó en su cargo como gobernador de San Juan una constitución laica, inspirada en el modelo británico, que causó su caída. Exiliado en Buenos Aires, asesoró a Juan Lavalle y fue el impulsor del fusilamiento de Manuel Dorrego por orden de aquel. Pasó en el exilio los años del gobierno de Juan Manuel de Rosas. Fue uno de los convencionales que sancionaron la Constitución Argentina de 1853 y fue nombrado luego vicepresidente de la Nación, compartiendo fórmula con Justo José de Urquiza. Tras la reincorporación de la provincia de Buenos Aires al territorio de la Confederación Argentina, el presidente Bartolomé Mitre lo designaría ministro de la Corte Suprema de Justicia. Otro dato, es que es tatara abuelo de Facundo Del Carril.
Afamado como erudito no menos que como hábil diplomático en su tiempo, la figura de Del Carril fue severamente afectada cuando el diario La Nación publicó en 1880 las cartas que revelaban que había sido instigador del magnicidio del gobernador de la provincia de Buenos Aires Manuel Dorrego y manifestaban la postura anti-moralista y de búsqueda del poder como fin y no como medio de servicio, cuyos intereses representaba. Pese a ello y a las desavenencias que en su momento lo enfrentaron con algunas personalidades - como Domingo Faustino Sarmiento - la historiografía oficial fue generosa con su figura, enfatizando su erudición y su vocación europeísta. Por el contrario, la historiografía revisionista, valora negativamente su significación histórica, reprochándole su soberbia, su liberalismo irreflexivo y su enriquecimiento de dudosa justificación durante su período de seguidor de Urquiza. [cita requerida]

## Juventud y gobernación de San Juan
Del Carril estudió derecho civil y canónico en la Universidad Nacional de Córdoba, donde fue discípulo del Deán Funes. Doctorado a los 18 años, se trasladó a Buenos Aires, donde trabajaría como periodista. Datan de esa época la mayoría de los pocos escritos suyos de carácter público. Volvería a su provincia para ejercer el ministerio de Gobierno bajo el mandato del entonces coronel José María Pérez de Urdininea, delegado del general José de San Martín que había asumido el gobierno de la provincia. Reemplazó en ese cargo a Francisco Narciso de Laprida.
Llamado Pérez de Urdininea al frente por San Martín, fue elegido por unanimidad como sucesor suyo. En ese cargo, suprimió las instituciones coloniales, como el Cabildo, los Alcaldes y la milicia, y creó en su lugar un sistema legal similar al aplicado por Rivadavia en Buenos Aires. El 15 de julio de 1826 promulgó la primera constitución provincial, apodada la Carta de Mayo, estrechamente inspirada en el ideario liberal estadounidense, que suscitó de inmediato una fuerte oposición entre muchos de sus conciudadanos.[cita requerida]
Uno de los puntos más controvertidos de la Carta era la introducción, pionera en el país, de la libertad de cultos, medida en realidad simbólica, pues sólo había una persona de religión no católica en todo San Juan, el médico y boticario estadounidense Amán Rawson. Junto con ella, expresaba varios de los principios que se harían infaltables en constituciones posteriores —como la igualdad legal o la prohibición de la esclavitud— aunque era mesurada en su aplicación; por ejemplo, no cambiaba el estatus jurídico de los esclavos ya existentes, limitaba el ejercicio de la libertad de expresión a no atentar contra la autoridad gubernamental, y aunque señalaba al pueblo como sede de la voluntad general, limitaba la representación política a los vecinos en una forma de voto calificado. Varios de los principios de derecho que introducía ya habían sido señalados de manera vinculante por la Asamblea del Año XIII.
Durante esta época editó el primer diario de San Juan llamado El Defensor de la Carta de Mayo.
También imitó la política de Bernardino Rivadavia en Buenos Aires, suprimiendo los conventos de la provincia. Estos eran los más conspicuos centros de educación de la misma, lo que levantó airadas protestas. Trece días después de su proclamación de la Carta de Mayo, estalló una revolución dirigida por líderes conservadores y frailes. Del Carril debió abandonar la provincia en dirección a Mendoza, y la Carta de Mayo fue quemada en una hoguera pública por orden del gobernador Plácido Fernández Maradona.
El gobernador de Mendoza envió en su ayuda a los hermanos Aldao al frente de un pequeño ejército. Tras un corto combate en la llamada primera batalla de la Rinconada del Pocito, los partidarios de la revolución huyeron y Carril fue repuesto en el cargo. Pero renunció poco más tarde, para trasladarse a Buenos Aires. Meses más tarde, el flamante presidente Rivadavia lo nombró ministro de Hacienda.

## En el ministerio porteño
Las preocupaciones económicas del gobierno de Rivadavia venían dadas por la guerra del Brasil, que implicaba fuertes gastos, y por la conformación de la Compañía de Minas; el Banco Nacional se había fundado poco antes, para administrar los fondos del empréstito tomado de la inglesa Baring Brothers. Del Carril promovió la Ley de Consolidación de la Deuda, que hacía de todos los bienes naturales del Estado aval de la operación crediticia.
De su autoría fue también la ley que implementaba el curso obligatorio del papel moneda y su convertibilidad en metales preciosos; acusado por sus opositores de permitir así que los exportadores se hiciesen con los lingotes de oro y plata que constituían las reservas del Estado, lo apodaron “doctor Lingotes”, mote que le endilgaron sus enemigos federales. Vicente Fidel López afirmaría que la ley "es lo más absurdo que se haya conocido y lanzado en país alguno".
Se negó a apoyar económicamente la campaña del ejército que luchaba contra el Brasil, y permitió al banco dilapidar sus créditos entre sus propios socios. Los pocos créditos que Rivadavia logró recibir del banco fueron dedicados a las campañas de los partidarios de Rivadavia en las guerras civiles. Tras la renuncia de Rivadavia libró numerosas órdenes de pago en las horas, endeudando fuertemente al gobierno siguiente.
El gobernador Manuel Dorrego, que asumió en reemplazo de Rivadavia, criticó duramente el plan económico gestionado por Del Carril, y acusó a Rivadavia y su ministro de haber especulado con el negocio minero. La discusión al respecto se haría pública, dando Rivadavia y Del Carril una Respuesta a los medios, que sería a su vez criticada públicamente en un largo escrito por Dorrego. Enfrentado con este, Del Carril formaría parte del círculo que conspiraba para derrocarlo.
Cuando el 5 de septiembre de 1828 se firmó la paz con el Brasil, que concedía la independencia al Uruguay, estalló una vehemente oposición entre las tropas argentinas que habían hecho la guerra con éxito. El ejército combatiente regresó a Buenos Aires decidido a deponer y castigar a Dorrego, el antiguo camarada de armas de las luchas emancipadoras, al que acusaban de haber saboteado políticamente el esfuerzo de la guerra.

## La muerte de Dorrego
Del Carril fue uno de los que apoyó la revolución del 1.º de diciembre y la elección del general Lavalle como gobernador. Tras el combate de Navarro, y enterado de la prisión de Dorrego, escribió a Lavalle que

"hemos estado de acuerdo con la fusilación de Dorrego antes de ahora. Ha llegado el momento de ejecutarla.".

"Mire Ud. que este país se fatiga 18 años hace en revoluciones, sin que una de ellas haya producido un escarmiento... En tal caso, la ley es que una revolución es un juego de azar, en que se gana hasta la vida de los vencidos... La cuestión me parece de fácil resolución. Si Ud., general, la aborda así, a sangre fría, la decide"

"la espada es un instrumento de persuasión muy enérgico... prescindamos del corazón en este caso... si no, habrá Ud. perdido la ocasión de cortar la primera cabeza a la hidra, y no cortará las restantes."

Es notable el hecho de que esta primera carta no estaba firmada. Después de logrado su objetivo, volvió a escribirle aconsejándole:

"...es conveniente recoja Ud. una acta del consejo verbal que debe haber precedido a la fusilación. Un instrumento de esta clase, redactado con destreza, será un instrumento histórico muy importante..."

Justificaba que no se hubiera enjuiciado a Dorrego porque los jueces hubieran sido 

"...necesarios para averiguar los crímenes y demostrarlos, y de los atentados de Dorrego se tenían más que juicio, opinión, de su evidencia existente y palpable "

Tiempo más tarde, justificaría su accionar afirmando que

"si es necesario mentir a la posteridad, se miente..."

Carril fue nombrado Ministro de Relaciones Exteriores y Gobierno por el general Martín Rodríguez, que quedó a cargo del gobierno en Buenos Aires mientras Lavalle salía en campaña contra las fuerzas opositoras. A pesar de las difíciles circunstancias políticas, en junio de 1829, el gobierno provisorio emitió un decreto, firmado por Rodríguez y Del Carril, creando la Comandancia política y militar de las islas Malvinas. Se fundaba así el principal título del derecho argentino sobre las islas, cuatro años antes de la ocupación británica.
La guerra civil dejó el interior de la provincia en manos de Juan Manuel de Rosas. En esa situación, Lavalle firmó el Pacto de Cañuelas, por el que se llamaba a elecciones con una lista unificada entre los federales y unitarios. Del Carril organizó a último momento otra, con la que derrotó a la lista de unidad por medio de un escandaloso fraude y una violencia que terminaría con 43 muertos. Rosas se negó a aceptar el resultado, y Lavalle se vio obligado a renunciar.

### Breve ilustración de su carácter e ideas a través de su pluma
En su carta del 20 de diciembre de 1828 al general Lavalle leemos: “...la posteridad consagra y recibe las disposiciones del fuerte o del impostor que venció, sedujo  y sobrevinieron, y que sofoca los reclamos y las protestas del débil que sucumbió y del hombre sincero que no fue creído.”  Y poco más adelante en la misma: “y si para llegar siendo digno de un alma noble, es necesario envolver la impostura con los pasaportes de la verdad, se embrolla; y si es necesario mentir a la posteridad, se miente y se engaña a vivos y muertos según dice Maquiavelo.” (Carranza, Angel, El General Lavalle ante la justicia póstuma, Buenos Aires. Editorial Igon, 1886, pp.57:63)
Sus noción de la moralidad, así como del valor absoluto del poder como fin en sí mismo, se pueden colegir de la conjunción de otro fragmento de la misma carta, con otra de seis días antes al mismo destinatario. En aquella dice “Los hombres son generalmente gobernados por las ilusiones, como las llamas de los indios...”  y en ésta: “¿Cuál ha sido el objeto de todos, hombres o partidos de los que han figurado en este certamen? Mantenerse en el poder que habían conquistado. [...] ¿Cuáles son los medios de que se han valido nuestros hombres o nuestros partidos, para llegar a aquel fin bueno en sí mismo? Exclusivamente, unos, de la novedad de las ideas y de las formas; otros, de la capitulación con los vicios dominantes... [...] La debilidad es el fondo de cualesquiera de los dos arbitrios, que se han practicado hasta aquí y quedan indicados. El 1° recibiendo su fuerza de las ilusiones y del engaño, es esencialmente flaco...” (Carranza, Angel, El General Lavalle ante la justicia póstuma, Buenos Aires. Editorial Igon, 1886, pp.41:47 y 57:63)
En la epístola del 15 de diciembre al hombre que acababa de fusilar a quien hasta poco antes era el legítimo gobernador de la provincia -es decir a Dorrego- le aconsejaba producir actas falsas que "probasen" la existencia de un juicio previo al fusilamiento: “Me tomo la libertad de prevenirle, que es conveniente recoja Ud. una acta del consejo verbal que debe haber precedido a la fusilación. Un instrumento de esta clase, redactado con destreza, será un documento histórico muy importante para su vida póstuma. El señor Gelly se portará bien en esto: que lo firmen todos los jefes y que aparezca Ud. Confirmándolo...”. (Carranza, Angel, El General Lavalle ante la justicia póstuma, Buenos Aires. Editorial Igon, 1886, pp.54)
En otra del 20 de diciembre de 1828 al mismo hombre: "Si ud. pudiera en un instante volar al Salto, Areco, Rojas, San Nicolás y Luján -dar la mano a todos los paisanos y rascarles la espalda con el lomo del cuchillo, haría ud. una gran cosa..." y más adelante: "La imaginación móvil de este pueblo , necesita ser distraída de la muerte de Dorrego, y para esto basta bulla, ruido, cohetes, música y cañonazos." (Carranza, Angel, El General Lavalle ante la justicia póstuma, Buenos Aires. Editorial Igon, 1886, pp.57-63)

## El exilio
Siguiendo a otras figuras del partido unitario, Del Carril se trasladó a Montevideo. Desde allí participó de varios intentos opositores al gobierno de Rosas en Buenos Aires. Apoyó la invasión a Entre Ríos de Lavalle y Ricardo López Jordán (padre).
Los años del exilio fueron duros para Del Carril, que enfrentó la pobreza; años más tarde el que sería su secretario, Lucio V. Mansilla, reflejaría en Retratos y Recuerdos. Contrajo matrimonio en la ciudad de Mercedes, Uruguay, con Tiburcia Domínguez López Camelo, que le daría 7 hijos.
En 1838 se unió a la Comisión Argentina que promovía la oposición contra Rosas, en nombre de la libertad y de la libre navegación de los ríos argentinos. El gobierno de Francia decidió apoyar a este grupo y al presidente Rivera —a quien ayudó a derrocar a su antecesor, Manuel Oribe— contra el gobierno de Rosas. La flota francesa bloqueó el Río de la Plata y otorgó enormes subsidios a sus aliados.
Del Carril participó del acuerdo entre el presidente oriental Fructuoso Rivera, el coronel Manuel Olazábal y los representantes franceses. Secretamente marchó a Corrientes a entrevistarse con el gobernador Genaro Berón de Astrada, cuyos diferendos con el centralismo de Rosas habían llevado a un enfrentamiento cada vez más tangible, y lo convenció de declarar la guerra al gobernador bonaerense y al entrerriano, Pascual Echagüe, suscribiendo el 31 de diciembre de 1838 un pacto con Rivera. La insurrección de Berón de Astrada duraría poco, y concluiría con su muerte en la batalla de Pago Largo. Del Carril, mientras tanto, obtendría el cargo de Comisario de abastecimientos de la escuadra francesa, y se embarcó en ella para ayudar a los unitarios en su campaña a Buenos Aires. El general Iriarte lo acusó de enriquecerse con la venta de productos importados y estafar al ejército de Lavalle. Su situación económica mejoró mucho, pese a que la firma del tratado Arana-Mackau a fines de ese año lo privó del manejo de fondos franceses. El 10 de junio de 1839, el Libertador General San Martín indignado por el apoyo que los unitarios prestaban a la invasión desde Uruguay, —entre los que se encontraban entre otros Bernardino Rivadavia, José Ignacio Álvarez Thomas, Juan Lavalle, Salvador María del Carril, Florencio Varela y Juan Cruz Varela—, y el apoyo que brindan a Francia, en su agresión contra la Confederación Argentina, le escribe a Juan Manuel de Rosas:

“lo que no puedo concebir es que haya americanos que, por un indigno  espíritu de partido  se unan al extranjero para humillar a su patria y reducirla a una condición peor que la que sufríamos en tiempo de la dominación española; una tal felonía ni el sepulcro la puede desaparecer.” 

## La Constitución de 1853
En 1843, cuando Manuel Oribe puso sitio a Montevideo, Carril partió a Brasil, donde se dedicó al comercio de carne para el abastecimiento de la ciudad sitiada. Más tarde inició una larga relación por correspondencia con el gobernador federal de Entre Ríos, Justo José de Urquiza, varios años antes de que este anunciara su Pronunciamiento contra Rosas. Tras la derrota de este último en la batalla de Caseros, Carril regresó a la Argentina, y fue nombrado consejero de Estado por Urquiza, junto con Felipe Arana y Nicolás Anchorena. 
Luego fue diputado por la provincia de Buenos Aires a la Convención Constituyente de 1853, pero el alzamiento contra Urquiza de la alianza entre unitarios y exrosistas —Bartolomé Mitre, Lorenzo Torres y Valentín Alsina— en la revolución del 11 de septiembre de 1852, revocó su diploma de designación a la Convención Constituyente. Sin embargo, la participación de Domingo Faustino Sarmiento en la revolución unitaria porteña, dejó un cargo vacante en su provincia natal, que cubrió el gobernador Nazario Benavídez nombrando para el mismo a Del Carril. La reticencia de este a tratar con Benavídez, un federal que fuera aliado a Rosas, provocó una serie de complejos escritos entre ambos. Finalmente, aunque fue desautorizado por el gobernador Benavídez, Del Carril asumió como convencional constituyente y se desempeñó durante toda la Convención.
En su libro Los constituyentes del '53, José María Zuviría afirmaría que Carril asesoró a los miembros de la Comisión de Negocios Constitucionales en la redacción del anteproyecto, aunque no formó parte de la misma. Zuviría, hijo del presidente de la Convención, que era por otra parte adversario político de Carril, lo calificó como “el que más sabía”. Pero Carril no gustaba de hablar en público, y no tomó nunca la palabra en el recinto de la Convención.
Aprobado el texto, formó junto con José Benjamín Gorostiaga y Martín Zapata la comisión encargada de comunicarlo a Buenos Aires, informando además de la decisión de federalizar la ciudad de Buenos Aires que la Convención había adoptado. Su antigua experiencia como ministro de Rivadavia lo hacía persona idónea para tratar con la provincia díscola. Sin embargo, ésta rechazó la Constitución.
Urquiza necesitaba un unitario notable como compañero de fórmula para las elecciones, para presentarlo como prenda de unidad nacional. Por eso Del Carril fue elegido vicepresidente cuando Urquiza asumió el Ejecutivo nacional, en mayo de 1854.

## La vicepresidencia
Su acción como vicepresidente fue más ejecutiva que legislativa; su secretario Lucio V. Mansilla afirmaría que no redactó como Vicepresidente nada, ni después como Ministro de la Corte Suprema borroneó una sola cuartilla, ni fundó un voto en disidencia por escrito, pero ejerció en Paraná la presidencia de la Confederación Argentina durante más de la mitad del período presidencial de seis años, por delegación de Urquiza, que prefería recluirse en el Palacio San José. Desde allí llevó a cabo constantes tratativas con el Estado de Buenos Aires, y era jefe del ala liberal en el seno del gobierno, opuesto a la llamada federal, dirigida por Santiago Derqui, ministro de interior.
Protestó contra la Ley de derechos diferenciales que aplicó Urquiza para hacer económicamente onerosa para Buenos Aires la separación con la Confederación. Con el apoyo de algunos de los gobiernos provinciales, llevó durante los últimos años de su gestión una campaña persistente para obtener el aval de Urquiza para su candidatura presidencial.
Sin embargo, esta se vería detenida por completo cuando el gobernador de San Juan Manuel José Gómez Rufino y su ministro de Gobierno Saturnino Laspiur —ambos partidarios suyos— se enfrentaron con el comandante militar de la región, el exgobernador Benavídez. Gómez mandó encarcelar a Benavídez en septiembre de 1858, acusándolo de conspirar contra el gobierno. Del Carril intentó su liberación,  pero cuando los enviados federales llegaron a la provincia, Benavídez había sido asesinado y su cadáver arrojado en la plaza pública. La algarabía de los periódicos porteños ante los hechos, y la relación de Del Carril con los responsables, hacían peligrosa su candidatura, dado que era acusado de complicidad con los autores del crimen.
El 19 de abril de 1859 firmó el decreto que desconocía la soberanía porteña, dando lugar al inicio de las hostilidades entre la Confederación y Buenos Aires, que no concluirían hasta la batalla de Cepeda. Tras la mediación del general paraguayo Francisco Solano López y la firma del Pacto de San José de Flores, Carril desistió de sus aspiraciones y Derqui sucedió finalmente a Urquiza.
En el confuso clima político de los años siguientes, Carril fue el enviado final del general Urquiza para el entendimiento definitivo con Mitre después de la batalla de Pavón. Una carta del 30 de octubre de 1861 que le remitiera Urquiza indica que fue Carril quien negoció entre ambos generales la resolución del conflicto y la reunificación del país.

## La Corte Suprema de Justicia
Asumida la presidencia por Mitre, Del Carril fue nombrado ministro de la flamante Corte Suprema de Justicia de la Nación, cuyos cargos Mitre distribuyó equilibradamente entre personalidades porteñas y provincianas. Al fallecer el doctor Francisco de las Carreras, su primer presidente, Carril se hizo cargo de la presidencia del cuerpo. Se retiró del cargo en 1877, siendo presidente Nicolás Avellaneda.
En 1881, el historiador Ángel Justiniano Carranza publicó las hasta entonces desconocidas cartas de Del Carril y Juan Cruz Varela a Lavalle, en que lo habían empujado a fusilar a Dorrego, a mentir sobre la falta de un juicio previo y a hacerse cargo él solo del fusilamiento. Del Carril no publicó ningún comentario.

## Muerte

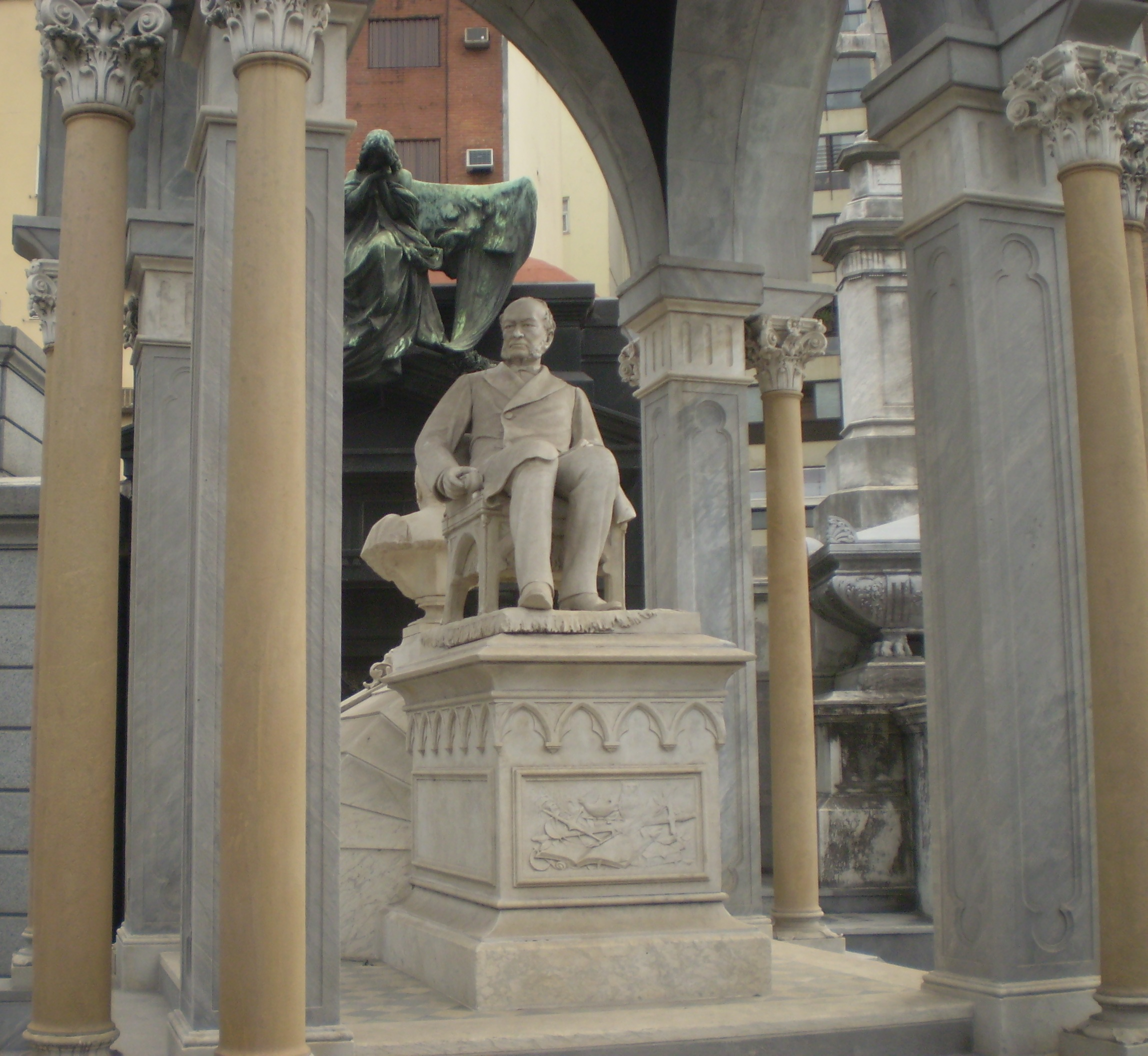
Monumento en el Cementerio de la Recoleta

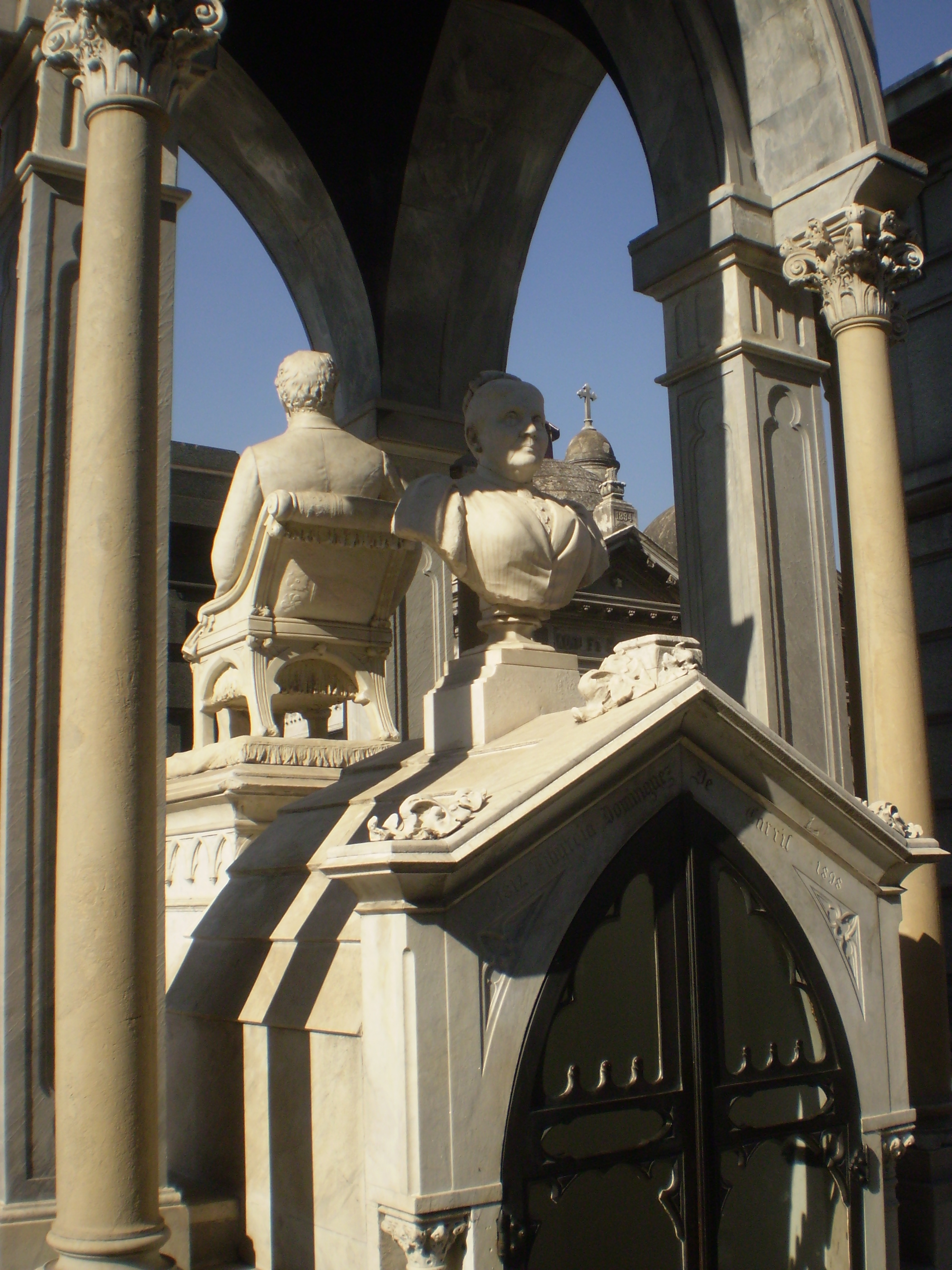
Vista posterior

Falleció en Buenos Aires, el 10 de enero de 1883, curiosamente el mismo día que el obispo fray Mamerto Esquiú.
El expresidente Sarmiento habló en sus exequias y recordó que Del Carril había «llenado dos vidas de hombre» y al seguir a Urquiza después de Caseros había evitado reabrir la herida entre unitarios y federales. «A Carril debemos el ser argentinos», concluyó Sarmiento. «Que sea eterna la memoria de su obra, la consolidación de la nacionalidad argentina».

## Del Carril y su esposa
Aunque Del Carril mejoró sus ingresos tras su adhesión a Urquiza, adquiriendo entre otros bienes una estancia de 130 000 hectáreas en la actual provincia de La Pampa, el tren de gastos de su esposa resultó excesivo para la economía familiar. En un acto sorprendente, Del Carril publicó en los periódicos de Buenos Aires una carta anunciando a los acreedores de su esposa que él no se responsabilizaría de sus deudas. En el mausoleo que mandó construir en el porteño cementerio de la Recoleta, sus figuras se encuentran separadas. Del Carril está representado sentado en un cómodo sillón, bajo un baldaquino de mármol obra de Camilo Romairone; el busto de su esposa fue colocado dándole la espalda.

## Copia textual de las cartas del 12 y 14 de diciembre de 1828
"Buenos Aires,
12 de diciembre de 1828
Señor general don Juan Lavalle
Querido general:
Dorrego preso en poder de escribano, escribe a Díaz Vélez, lo que sigue: `Al fin estoy prisionero en manos del jefe de este regimiento. Marcho a Buenos Aires y suplico a usted tenga la bondad de verme antes de entrar allí. Haré a usted indicaciones que podrán contener y cortar las cuestiones del día y a los que las sostienen. No olvide usted la lentitud que he usado en todo el curso de mi administración, etc.'
Ha escrito también a Brown; no sé que le dirá. La noticia de la prisión de Dorrego y su aproximación a la ciudad, ha causado una fuerte emoción; por una parte, se emplean todos los manejos acostumbrados para que se excuse un escarmiento y las victimas de Navarro queden sin venganza. No se sabe bien cuanto puede hacer el partido de Dorrego en este lance; el se compone de la canalla mas desesperada. Sin embargo, puede anticiparse, que si sus esfuerzos son impotentes para turbar la tranquilidad publica, son suficientes, por lo que he visto, para intimidar o enternecer a las almas débiles de su ministro y sustituto. El señor Díaz Vélez, había determinado que Dorrego entrase a la ciudad; pero yo, de acuerdo con el señor A. [¿Aguero?] le hemos dicho que, dando ese paso, el abusaría de sus facultades, porque es indudable que la naturaleza misma de tal medida coartaba la facultad de obrar en el caso al único hombre que debiera disponer de los destinos de Dorrego, es decir, al que había cargado sobre sí con la responsabilidad de la revolución; por consiguiente, que el M. [ministro] debía mandar que lo encaminasen donde está usted.
Esto se ha determinado y se hace, supongo, en este momento.
Ahora bien, general, prescindamos del corazón en este caso. Un hombre valiente no puede ser vengativo ni cruel.
Yo estoy seguro que usted no es ni lo primero ni lo último. Creo que usted es, además, un hombre de genio y entonces no puedo figurármelo sin la firmeza necesaria para prescindir de los sentimientos y considerar obrando en política todos los actos, de cualesquiera naturaleza que sean, como medios que conducen o desvían de un fin,
Así, considere usted la suerte de Dorrego. Mire usted que este país se fatiga 18 años hace, en revoluciones, sin que una sola haya producido un escarmiento. Considere usted el origen innoble de esta impureza de nuestra vida histórica y lo encontrará en los miserables intereses que han movido a los que las han ejecutado. El general Lavalle no debe parecerse a ninguno de ellos; porque de él esperamos más. En tal caso, la ley es que una revolución es un juego de azar en el que se gana hasta la vida de los vencidos cuando se cree necesario disponer de ella. Haciendo la aplicación de este principio de una evidencia práctica, la cuestión me parece de fácil resolución. Si usted, general, la aborda así, a sangre fría, la decide; si no, yo habré importunado a usted; habré escrito inútilmente, y lo que es más sensible, habrá usted perdido la ocasión de cortar la primera cabeza a la hidra y no cortará usted las restantes; ¿entonces, qué gloria puede recogerse en este campo desolado por estas fieras? Nada queda en la Republica para un hombre de corazón.

Salvador Maria del Carril" 

"Buenos Aires, 14 de diciembre de 1828
Mi querido general:
He escrito a usted dos cartas y siempre en el último minuto de la despedida de los conductores; no estoy seguro que hayan llegado a sus manos; porque una debía llevar el señor Gelly a quien he visto ayer todavía aquí; la otra, no se quién la conduce: en fin, cualquiera que haya sido su destino, no importa; lo que me interesa es, que usted no se canse de mis importunidades.
La prisión del señor Dorrego, es una circunstancia desagradable, lo conozco; ella lo pone a usted en un conflicto difícil.
Cualquiera que sea el partido que usted tome, lo deja en una posición espinosa y delicada; no quiero ocultárselo. La disimulación en este caso después de ser injuriosa, sería perfectamente inútil al objeto que me propongo. Hablo de la fusilación de Dorrego: hemos estado de acuerdo en ella antes de ahora. Ha llegado el momento de ejecutarla, y usted que va a hacerse responsable de la sangre de un hombre, puede sin inconsecuencia, variar un acuerdo que le impone obligaciones, que a nadie debe usted ceder la facultad de pesar y distinguir.
Dejando a usted pues general, en toda la integridad de su libre albedrío, mi pretensión en esta crisis delicada, se reduce a exigir de usted que preste un maduro examen a la posición que ocupa: que la mida y la conozca en toda su extensión; por el lado en que las esperanzas más bien fundadas se presentan como los pronósticos seguros de una prosperidad halagüeña, y por el lado en que la inconstancia de la suerte y la veleidad de los hombres y de los partidos, presentan, al que corre la carrera pública, el aspecto odioso de lo que se llama las vicisitudes de la fortuna. Hecho el prolijo examen de su posición, estoy seguro que sin otro consejero que su genio, no fluctuará mucho tiempo sin decidirse por los deberes que ella le impone a mi modo de ver. 

Salvador Maria del Carril"